# Vilniaus prekyba
Die Aktiengesellschaft Vilniaus prekyba (dt. 'Vilniusser Handel') ist der größte litauische Konzern mit Sitz in Vilnius. Herzstück des Unternehmens ist der Handelskonzern Maxima grupė, der in Litauen, Lettland, Estland und Bulgarien Supermärkte aller Größenordnungen betreibt. Hinzu kommt die Gruppe der Apotheken-Ketten Euroapotheca mit Filialen in Litauen, Lettland, Estland und Polen (früher auch in Slowakei und Tschechien) sowie UAB „Ermitažas“.
Der Hauptaktionär des Konzerns ist Nerijus Numavičius.
2012 wurde ein Umsatz von 9,643 Mrd. Litas erzielt.

## Geschichte
Die Anfänge der „Vilniaus prekyba“ liegen in den Jahren nach der Unabhängigkeit von der Sowjetunion, als ab 1992 staatliche Unternehmen privatisiert wurden. Die damaligen Studenten Nerijus Numavičius, Julius Numavičius, Vladas Numavičius, Žilvinas Marcinkevičius, Mindaugas Marcinkevičius, Gintaras Marcinkevičius, Mindaugas Bagdonavičius, Ignas Staškevičius und Renatas Vaitkevičius beteiligten sich an der Privatisierung und erwarben Geschäftslokale, in erster Linie, um sie als Immobilien mit Gewinn weiter veräußern zu können. Aus diesen Liegenschaften entstand 1994 die Einzelhandelsfirma „Vilniaus prekyba“, in der fünf im Besitz befindliche Geschäfte zusammengelegt wurden.
1995 erwarben die neun Jungunternehmer Aktien an drei Zuckerfabriken. 1998 verabschiedete man sich mit großem Gewinn von der Nahrungsmittelproduktion (u. a. Verkauf der Zuckerfabriken an die dänische Firma Danisco) und konzentrierte sich auf den Einzelhandel mit Lebensmitteln. 2002 erfolgte die Expansion über die Landesgrenzen hinaus mit der Eröffnung des ersten Supermarktes in Lettland, später in Estland und seit 2005 auch in Bulgarien. Das Geschäft in Rumänien wurde wieder aufgegeben.
Im April 2002 wurde unter dem Namen Akropolis in Vilnius das erste Einkaufszentrums in Litauen eröffnet. Zwei weitere in Klaipėda und Kaunas folgten. Als 2003 das westlitauische Stromnetz Vakarų skirstomieji tinklai privatisiert wurde, war VP eines von zwei litauischen Unternehmen, die die Bedingungen erfüllten (jährlicher Mindestumsatz über 130 Mio. Euro) und erwarb mit seiner Tochterfirma NDX Energija das Stromnetz.
Am 5. März wurde das Unternehmen registriert und als Holding erst im Dezember 2004 nach der Reorganisation der verwalteten Geschäfte (Unternehmen) formalisiert.
Die neun Gründungsmitglieder waren Eigentümer des Konzerns. 2006 schloss sich dieser Gruppe der Finanzier und Bankmanager Darius Nedzinskas an. Die Gruppe der Unternehmer wird seitdem VP dešimtukas genannt.

## Aktionäre
Aktionäre sind Nerijus Numa und Ignas Staškevičius.

## Vorstand
Der Vorstand besteht aus Jolanta Bivainytė (Vorsitz), Mindaugas Bagdonavičius, Ignas Staškevičius, Jurgita Simonavičiūtė und Raimonda Kižienė.